# Max Richter (Ministerialbeamter)
Max Richter (* 26. Dezember 1856 in Königsberg i. Pr.; † 11. Mai 1921 in Berlin) war ein deutscher Ministerialbeamter. Er war  Unterstaatssekretär im Reichsamt des Innern und Vorsitzender des Aufsichtsrates des Deutschen Kalisyndikats.

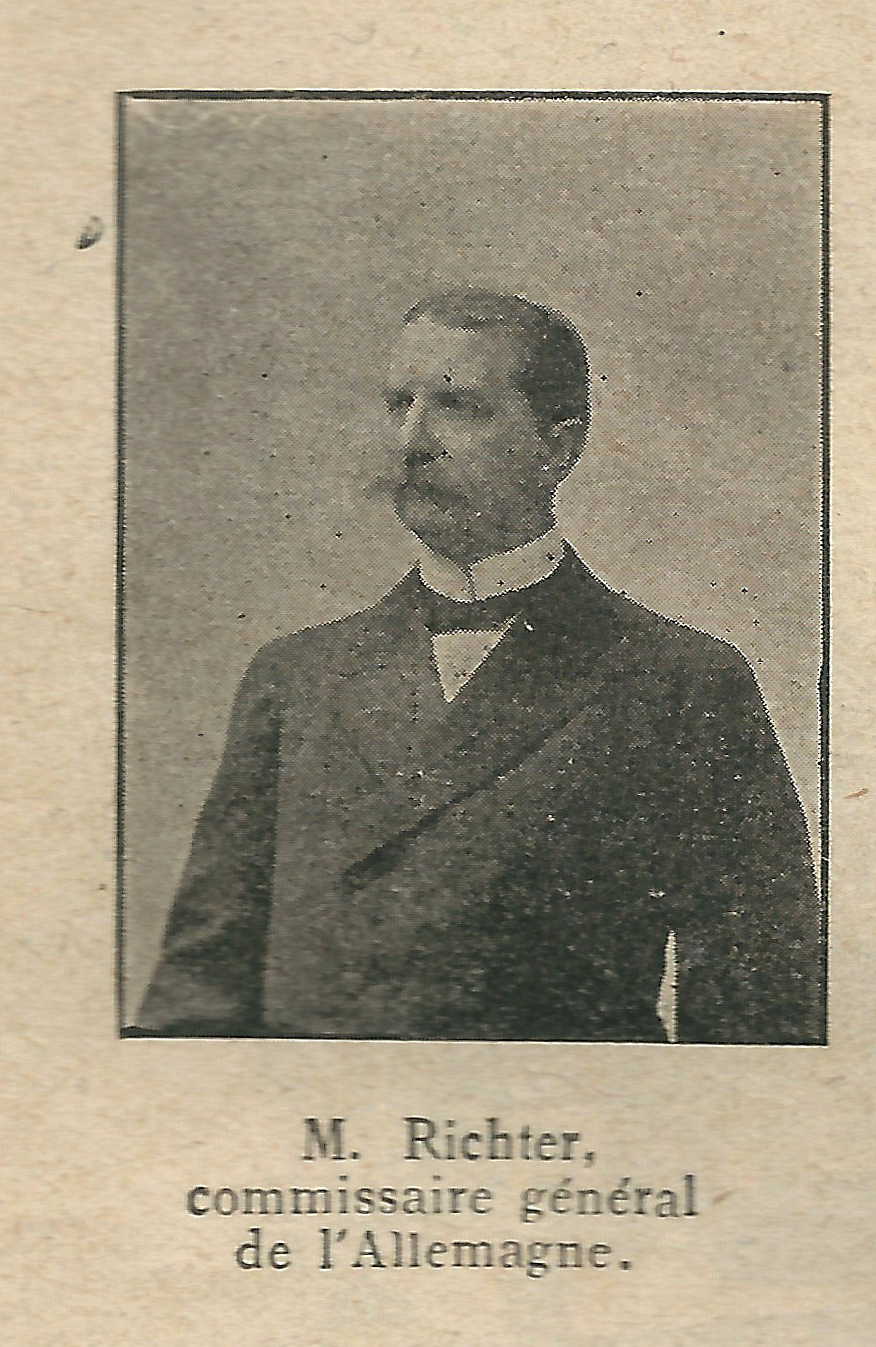
Reichskommissar auf der Weltausstellung Paris 1900

## Leben
Richter wurde als Sohn eines Kantors in Königsberg geboren und besuchte die Städtische Realschule. Nach seinem Schulabschluss begann er eine Kaufmannslehre. Er absolvierte die humanistische Gymnasialabiturientenprüfung und begann ein Studium der Rechtswissenschaft an der Albertus-Universität Königsberg. Im Wintersemester 1875/76 wurde er Mitglied der Burschenschaft Germania Königsberg. Nachdem er 1879 das Referandarexamen abgelegt hatte, wurde er zum Dr. iur. promoviert. Er war zunächst an verschiedenen Amts- und Landgerichten sowie beim Oberlandesgericht Königsberg tätig. 1882 wechselte er in die Staatsverwaltung. Ab 1891 war er im Reichsamt des Innern in Berlin tätig. Zu den Weltausstellungen in Chicago 1893 und Paris 1900 wurde Richter als Reichskommissar entsandt.
1902 wurde er Direktor und Abteilungsvorstand im Reichsamt des Inneren sowie Bevollmächtigter zum Bundesrat und Mitglied des Kaiserlichen Disziplinarhofes. 1905 wechselte er als Unterstaatssekretär in das preußische Ministerium für Handel und Gewerbe und 1909, wiederum als Unterstaatssekretär, zurück ins Reichsamt des Inneren. Richter war langjähriger Referent für Kaliangelegenheiten der Ministerien. Er erhielt 1912 den Kronenorden I. Klasse für die Durchführung des 1910 erlassenen Reichsgesetzes über den Absatz von Kalisalzen. Das sogenannte „Kaligesetz“ griff staatlicherseits zu Gunsten des Kalisyndikats ein, indem es jedes neue Kaliwerk in das bestehende Kartell zwang.
1917 schied er aus eigenem Wunsch aus dem Staatsdienst aus und wurde Aufsichtsratsvorsitzender des Kalisyndikats.

## Ehrungen und Auszeichnungen
- Großoffizier der französischen Ehrenlegion
- Königlicher Kronen-Orden (Preußen), I. Klasse (1912)
- Eisernes Kreuz am weißen Bande